# Кортенуова
Кортенуова (итал. Cortenuova) — коммуна в Италии, располагается в регионе Ломбардия, подчиняется административному центру Бергамо.
Население составляет 1664 человека, плотность населения составляет 238 чел./км². Занимает площадь 7 км². Почтовый индекс — 24058. Телефонный код — 0363.
Покровителями коммуны почитаются святой мученик Александр из Бергамо, празднование 26 августа, и святая Фауста, празднование в четвёртое воскресение сентября.